# Ipojuca
Ipojuca este un oraș în Pernambuco (PE), Brazilia.